# Cottonwood Falls (Kansas)
Cottonwood Falls – miasto w Stanach Zjednoczonych, w stanie Kansas, siedziba administracyjna hrabstwa Chase.